# Бурлака Василь Петрович
Василь Петрович Бурлака (народився 2 січня 1948 у Клішківцях Хотинського району — помер 19 травня 2011) — український журналіст, заслужений журналіст України.

## Життєпис
Закінчив факультет журналістики Київського держуніверситету імені Т. Шевченка.
Працював кореспондентом хотинської райгазети «Червона зірка».
Очолював заставнівську районку «Голос краю».
До весни 2010 понад 10 років працював редактором газети «Хотинські вісті».

## Відзнаки
Заслужений журналіст України.
Нагороджений медаллю «За трудову відзнаку», грамотами Національної спілки журналістів України.